# Mastixia parviflora
Mastixia parviflora är en kornellväxtart som beskrevs av Hua Zhu. Mastixia parviflora ingår i släktet Mastixia och familjen kornellväxter. Inga underarter finns listade i Catalogue of Life.